# David Politzer
Hugh David Politzer (31 de agosto de 1949) es un físico teórico estadounidense. Compartió el Premio Nobel de Física 2004 junto a David J. Gross y Frank Wilczek por el descubrimiento de la libertad asintótica en la cromodinámica cuántica.

## Primeros años
Nació en Nueva York en una familia de origen judío. Sus padres, ambos inmigrantes judeohúngaros, emigraron hacia los Estados Unidos tras la Segunda Guerra Mundial. Politzer se graduó en el Instituto de Ciencias del Bronx en 1966 y recibió su título de la Universidad de Míchigan en 1969 y su doctorado en Física en la Universidad de Harvard en 1974.

## Trayectoria profesional
En su primer artículo publicado en 1973, Politzer describió el fenómeno de la libertad asintótica: cuanto más próximos estén los quarks menor es la interacción fuerte entre ellos; cuando los quarks están extremadamente próximos la interacción nuclear entre ellos es tan débil que se comportan casi como partículas libres. La libertad asintótica, descubierta independientemente casi al mismo tiempo por David Gross y Frank Wilczek, fue importante para el descubrimiento de la cromodinámica cuántica, la teoría de las interacciones nucleares fuertes.
Con Thomas Appelquist, Politzer jugó un rol importante al predecir la existencia del charmonium, una partícula elemental compuesta de un quark encanto (charm) y su antiencanto. Los experimentadores llaman a esto partícula J/Ψ.
Politzer fue becario junior en la Harvard Society of Fellows entre 1974 y 1977 para luego irse al California Institute of Technology (Caltech) donde actualmente es profesor de física teórica.
Trabajó como actor secundario en la película Fat Man and Little Boy en el rol de un físico.

## Premios y reconocimientos
En 1977 obtuvo una beca de la Fundación Alfred P. Sloan.
En 1986 obtuvo el Premio J. J. Sakurai de la Sociedad Estadounidense de Física, compartido con Frank Wilczek y David Gross.
Obtuvo una beca de la Fundación Guggenheim en 1997 en física.
En 2003 obtuvo el Premio de física de partículas y alta energía de la Sociedad Europea de Física.
Politzer fue elegido miembro de la Academia Estadounidense de las Artes y las Ciencias en 2011.

## Activismo
Politzer es uno de los 20 estadounidenses ganadores del Premio Nobel de Física que firmaron una carta dirigida al presidente George W. Bush en mayo de 2008, instándolo a "revertir el daño causado a la investigación científica básica en el proyecto de ley de asignaciones ómnibus del año fiscal 2008", al solicitar fondos de emergencia adicionales para la Oficina de Ciencias del Departamento de Energía, la Fundación Nacional de Ciencias y el Instituto Nacional de Estándares y Tecnología.